# Плоть і диявол (фільм)
«Плоть і диявол» (англ. Flesh and the Devil) — німа романтична драма режисера Кларенса Брауна, студії MGM. У головних ролях Грета Гарбо, Джон Гілберт, Ларс Гансон, Барбара Кент. Фільм створено на основі п'єси «Безсмертне минуле» Германа Зудермана.
У 2006 році у США фільм «Плоть і диявол» обрано Бібліотекою Конгресу для збереження у Національному реєстрі фільмів як «культурно, історично або естетично значущий».

## Сюжет
Фільм являє собою романтичну мелодраму про двох друзів дитинства, які вже виросли й стали австрійськими солдатами. Один з друзів, Лео (Ґілберт), закохується в Фелісітас (Гарбо), дружину могутнього графа (про шлюб з яким Фелісітас не розповідає Лео). Граф викликає Лео на дуель честі, але наполягає на тому, щоб вона відбулась під фальшивим приводом — сваркою через гру в карти для того, щоб захистити репутацію графа. Лео вбиває графа на дуелі, за це військовий суд відсилає його відбувати службу далеко в Африці протягом п'яти років.
Завдяки втручанню Ульріха, Лео служить лише три роки й повертається додому. Шляхом додому він зосереджується на своїй мрії про возз'єднання з Фелісітас. Перш ніж виїхати до Африки, Лео попросив Ульріха (Ларс Генсон), щоб подбав про потреби Фелісітас, поки він буде у від'їзді. Ульріх не підозрюючи, що його друг закоханий у Фелісітас — сам закохується в жінку й одружується з нею. Після повернення Лео розривається між Фелісітас, яка заохочує його, і дружбою з Ульріхом. Його засуджує місцевий пастор за продовження стосунків з Фелісітас, Лео зрештою втрачає контроль над своїми емоціями, що призводить до дуелі між двома друзями дитинства. Щоб зупинити дуель Фелісітас біжить замерзлою річкою, провалюється через тонкий шар льоду і тоне. Тим часом друзі миряться, розуміючи, що їх дружба важливіша за Фелісітас.

## Ролі виконують
- Джон Гілберт — Лео фон Гарден
- Грета Гарбо — Фелісітас фон Раден
- Ларс Гансон — Ульріх фон Ельтц
- Барбара Кент — Герта
- Вільям Орламонд — дядько Катовскі
- Джордж Фосетт — пастор Босс
- Юджині Бессерер — мати Лео
- Марк МакДермотт — граф фон Раден
- Марселл Кордей — Мінна

## Виробництво
Плоть і диявол знімався в 1926 році (прем'єра відбулась 9 січня 1927 року), фільм став поворотним пунктом для особистого і професійного життя Гарбо. Спочатку акторка відмовилася від участі у фільмі. Вона тільки закінчила зйомки у Спокусниці і була втомлена, також її сестра тільки недавно померла від раку, а контракт з Metro-Goldwyn-Mayer (відповідно до голосових коментарів біографа Гарбо Баррі Паріса для релізу фільму 2005 року на DVD) не дозволяв їй взяти довшу поїздку до Швеції, що дуже засмутило актрису. Строго сформульований лист від MGM попереджав її від жахливих наслідків, якщо вона не з'явиться на роботу. Ця свого роду боротьба Гарбо проти керівників студії після успіху фільму "Плоть і диявол" завершилась, і Гарбо стала однією з найбільш високооплачуваних актрис у Голлівуді того часу.
Романтична хімія між Гарбо і Ґілбертом — не лише задум режисера. Двох акторів швидко поглинуло романтичне захоплення і, ще до завершення зйомок вони вже стали жити разом (за коментарем Паріса). Голлівудська легенда свідчить також, що ще під час зйомок Ґілберт освідчився Гарбо; вона погодилася, було організоване гучне весілля, але Гарбо відмовилася. Паріс сумнівається, що це могло статися в розпал виробництва фільму. Незалежно від хронології, Плоть і диявол поклав початок одному з найвідоміших романів золотого віку Голлівуду. Вони також продовжували зніматися разом в еру звукового кіно, але, в той час, як кар'єра Ґілберта занепала на початку 1930-х років, Гарбо знаходилась на вершині.
Гарбо була настільки вражена режисурою Кларенса Брауна і кінематографією Вільяма Деніелса, що продовжувала працювати з кожним з них у її наступних фільмах на MGM.